# Костевич, Елена Дмитриевна
Еле́на Дми́триевна Косте́вич (укр. Олена Дмитрівна Костевич; род. 14 апреля 1985, Хабаровск, СССР) — украинская спортсменка, выступающая в стрельбе из пистолета. Олимпийская чемпионка 2004 года, трёхкратный бронзовый призёр Олимпийских игр (2012, 2020), многократная чемпионка Европы и мира. Заслуженный мастер спорта Украины.

## Биография
Мать Елены Наталья Александровна — кандидат экономических наук, доцент Киевского Национального университета технологий и дизайна, а отец Дмитрий Леонидович — инженер.
В детстве Елена занималась спортивной гимнастикой, затем теннисом. В стрельбу, по её собственному признанию, пришла случайно: в 11 лет по инициативе мамы пошла в областной спортивно-стрелковый клуб в Чернигове. Предпочтение пулевой стрельбе Костевич отдала через год после начала тренировок, когда почувствовала, что не успевает совмещать стрельбу, теннис и учёбу в общеобразовательной школе номер 12.
При выборе спортивной специализации Елена руководствовалась тем, что четверокласснице легче держать в руке килограммовый пистолет, чем более тяжёлую винтовку. Но, как говорит сама спортсменка, «было отнюдь не проще в спортивном плане».
В свободное от тренировок время любит отдохнуть с книгой, а кроме того, по её утверждению, становится заядлым автолюбителем.
Окончила Черниговский национальный технологический университет, окончила аспирантуру Киевского национального университета технологий и дизайна по специальности «экономика предприятий», выступает за спортивные общества «Колос» и «Динамо», является членом сборной Украины и членом Федерации стрельбы Украины.

## Спортивные достижения
Победы не приедаются. Даже если выигрываешь всё, что можно, всё равно понимаешь, что не лишенный недостатков. Одним словом, предела совершенствованию нет.
- Чемпионка Олимпийских игр 2004 года
- Двукратная чемпионка мира (2002, 2018)
- многократная чемпионка и призёр чемпионатов Европы
- обладательница Кубка мира (2003)
- многократная чемпионка и призёр этапов Кубка мира
- многократная чемпионка Украины
- двукратный бронзовый призёр Летних Олимпийских игр 2012 года в Лондоне[4]

## Награды
- Орден князя Ярослава Мудрого V ст. (7 сентября 2023 года) — за достижение высоких спортивных результатов на III Европейских играх в Кракове (Республика Польша), выявленную самоотверженность и волю к победе, подъём международного авторитета Украины[5]
- Орден «За заслуги» I ст. (6 марта 2019 года) — за весомый личный вклад в развитие социально-экономический, науково-техночный, культурно-освитнецкий развитие Украинской страны, защите государственного суверенитета и териториальной целосности Украины, та высокое профессиональное мастерство[6]
- Орден «За заслуги» II ст. (4 сентября 2007 года) — за весомый личный вклад в развитие и популяризацию физической культуры и спорта на Украине, достижения высоких спортивных результатов, высокое профессиональное мастерство[7]
- Орден «За заслуги» III ст. (18 сентября 2004 года) — за достижение значительных спортивных результатов на XXVIII летних Олимпийских играх в Афинах, повышение международного авторитета Украины[8]
- Орден княгини Ольги I ст. (25 июля 2013 года) — за достижение высоких спортивных результатов на XXVII Всемирной летней Универсиаде в Казани, проявленную самоотверженность и волю к победе, повышение международного авторитета Украины[9]
- Орден княгини Ольги II ст. (15 августа 2012 года) — за достижение высоких спортивных результатов на ХХХ летних Олимпийских играх в Лондоне, проявленные самоотверженность и волю к победе, повышение международного авторитета Украины[10]
- Орден княгини Ольги III ст. (27 июня 2003 года) — за самоотверженный труд, высокий профессионализм, создание условий для духовного единства поколений, реализацию важных молодёжных проектов[11]
- Медаль «За труд и доблесть» (15 июля 2019 года) — за достижение высоких спортивных результатов на II Европейских играх в г. Минске (Республика Беларусь), проявленные самоотверженность и волю к победе[12].
- Заслуженный работник физической культуры и спорта Украины (16 августа 2021) — за достижение высоких спортивных результатов на ХХХІІ летних Олимпийских играх в городе Токио (Япония), проявленные самоотверженность и волю к победе[13].